# Црква Светог Николе у Штимљу
Црква Светог Николе се налазила у Штимљу, насељеном месту и седишту истоимене општине, на Косову и Метохији. Припадала је Епархији рашко-призренске Српске православне цркве.
Црква посвећена Светом Николи је подигнута 1926. године на темељима старије гробљанске цркве, на источној страни Штимља. Црква се налазила 29 километара југозападно од Приштине, у подножју Црнољева и раскршћа путева за Призрен, Урошевац и Липљан. Источно од цркве су била три надгробна споменика, старости преко 250 година. У 20. веку у порти цркве деловала је Српска школа.

## Разарање цркве 1999. године
И поред присуства снага британског КФОР-а, храм је оскрнављен и разорен.